# Some Nights (singel)
"Some Nights" – utwór wydany 4 czerwca 2012 roku przez amerykański zespół popowy Fun. Jest to drugi singel z ich drugiego albumu o nazwie Some Nights. 3 listopada 2012 roku zespół wystąpił gościnnie na Saturday Night Live, gdzie zagrał "Carry On" i "Some Nights". Utwór "Some Nights" zajął 11. miejsce na liście najlepszych utworów 2012 roku według Rolling Stone.

## Notowania
| Lista                  | Pozycja |
| ---------------------- | ------- |
| U.S. Billboard Hot 100 | 3       |
| Irish Singles Chart    | 6       |
| Japan Hot 100          | 69      |